# Jacqueline Audry
Pour les articles homonymes, voir Audry, Laffon et Chamoux (homonymie).
Jacqueline Audry est une réalisatrice française, née le 25 septembre 1908 à Orange, et morte le 19 juin 1977 à Poissy (Yvelines). Elle est l'une des rares réalisatrices françaises de la première partie du XXe siècle et l’unique réalisatrice française de longs métrages de fiction dans l’immédiat après-guerre.

## Biographie
Issue d'une famille d'origine protestante ayant pris ses distances avec la religion, Jacqueline Audry est née le 25 septembre 1908 à Orange dans le Vaucluse. Elle est la petite nièce du président Gaston Doumergue. Leur mère renonce à des études supérieures pour raisons familiales, mais pousse ses filles à en faire, afin d'avoir une indépendance financière. Elle est élève au lycée Molière de Paris, comme sa sœur aînée, la romancière et féministe Colette Audry, mais n'y décroche pas son baccalauréat.
D'abord antiquaire, assistante du professeur Mondor, elle veut devenir actrice puis metteur en scène. Dans cette industrie exclusivement masculine, elle devient script-girl puis secrétaire de production. Elle débute au cinéma à la fin des années 1930 d'abord comme scripte aux côtés de Jacques Deval, Henry Decoin, Augusto Genina, Richard Pottier, Georg Wilhelm Pabst, Marcel L'Herbier, et comme assistante de Jean Delannoy et Max Ophuls, dix ans de labeur quasi anonyme sur vingt-cinq films.
Durant la seconde Guerre mondiale, elle intègre le Centre artistique et technique des jeunes du cinéma, qui devient en 1944 l'IDHEC (Institut des hautes études cinématographiques).
Elle réalise un court métrage en 1943, Les Chevaux du Vercors, puis, en 1945, un premier long métrage, Les Malheurs de Sophie, d'après la Comtesse de Ségur. Après être revenue au découpage technique, le producteur Dolbert lui proposa, devant la défection d'un metteur en scène, de tourner Sombre Dimanche en 1948, gagnant la confiance des producteurs et lui ouvrant la voie aux longs métrages, bénéficiant à force de ténacité de financements du Crédit national.
Grande admiratrice de Colette, elle adapte plusieurs de ses romans entre 1949 et 1956 : Gigi, L'Ingénue libertine et Mitsou. Après Colette, elle porte à l'écran Olivia de Dorothy Bussy, dont les deux protagonistes homosexuelles ont largement divisées l'opinion, et Huis clos de Jean-Paul Sartre en 1954.
Faute de producteur, elle échoue à réaliser une adaptation du roman Le Rouge et le Noir. Elle filme également une troisième adaptation cinématographique de La Garçonne en 1958, basée sur le roman sulfureux de Victor Margueritte. On lui doit aussi le film érotique Fruits amers d'après la pièce Soledad de sa sœur Colette Audry, pour lequel elle reçoit le Grand prix du cinéma français. Elle réalise à la fin des années 1960 Le Lis de mer d'après André Pieyre de Mandiargues.
La plupart de ses films sont dialogués par son mari, Pierre Laroche.
En 1960, elle apparaît dans le court-métrage Le Rondon d'André Berthomieu.
Résolument féministe, Jacqueline Audry est une des rares réalisatrices françaises de la première partie du XXe siècle, à l'instar d'Alice Guy, Germaine Dulac, Solange Térac, Lucie Derain, Marie-Louise Iribe, Renée Carl, Juliette Bruno-Ruby, Marie-Anne Colson-Malleville ou Nicole Vedrès. Elle lutta toute sa vie pour réaliser chacun de ses films dans un environnement cinématographique hostile aux femmes, réalisant la prouesse de faire plusieurs films aux protagonistes féminins qui dépassèrent le million d'entrées.
En dépit de l’originalité de ses personnages féminins, son cinéma souvent en costumes, ses films tournés en studio, sont trop associés à la Qualité Française elle fait partie des  cinéastes dont la carrière est balayée par l’irruption de la Nouvelle Vague.
Elle reçoit la Légion d'Honneur en 1957. Elle est la première réalisatrice à faire partie du jury du Festival de Cannes, en 1963.
Elle meurt en juin 1977 des suites d'un accident de la route en région parisienne.

## Commentaire
Selon sa biographe Brigitte Rollet, 

« c'est sans doute la première cinéaste qui se soit à ce point adressée aux femmes du public dans ses films en permettant une identification très positive. Elle-même est construite et présentée dans la presse de cinéma populaire de l'époque comme une sorte de modèle implicite de “femme qui réussit dans un métier d'hommes”, malgré les obstacles qu'elle rencontre. »

## Filmographie

### Réalisatrice

#### Cinéma
- 1943 : Les Chevaux du Vercors (court-métrage)
- 1946 : Les Malheurs de Sophie
- 1948 : Sombre Dimanche
- 1949 : Gigi
- 1950 : Minne, l'ingénue libertine
- 1950 : Olivia
- 1954 : Huis clos
- 1954 : La Caraque blonde
- 1956 : Mitsou
- 1957 : La Garçonne
- 1958 : C'est la faute d'Adam
- 1958 : L'École des cocottes
- 1959 : Le Secret du chevalier d'Éon
- 1962 : Les Petits Matins
- 1961 : Cadavres en vacances
- 1967 : Fruits amers (co-réalisé avec Colette Audry)
- 1969 : Le Lis de mer

#### Télévision
- 1965 : Le Bonheur conjugal (feuilleton télévisé en treize épisodes)
- 1973 : Un grand amour de Balzac (mini-série coréalisée avec Wojciech Solarz)

### Assistante-réalisatrice
- 1938 : Le Roman de Werther (Werther) de Max Ophüls
- 1939 : L'Esclave blanche de Marc Sorkin
- 1939 : Jeunes Filles en détresse de Georg Wilhelm Pabst
- 1939 : Les Musiciens du ciel de Georges Lacombe
- 1940 : Paris-New York d'Yves Mirande
- 1940 : Elles étaient douze femmes de Georges Lacombe
- 1942 : L'assassin a peur la nuit de Jean Delannoy

## Récompenses
- Grand Prix du Cinéma Français 1966 pour Fruits amers